# Стреошть (Димбовіца)
Стреошть, Стреошті (рум. Străoști) — село у повіті Димбовіца в Румунії. Входить до складу комуни Драгодана.
Село розташоване на відстані 67 км на північний захід від Бухареста, 23 км на південь від Тирговіште, 129 км на схід від Крайови, 104 км на південь від Брашова.

## Населення
За даними перепису населення 2002 року у селі проживали 352 особи, усі — румуни. Усі жителі села рідною мовою назвали румунську.